# مسجد كوتشك
مسجد كوتشك هو مسجد تاريخي يعود إلى عصر القاجاريون، ويقع في تبريز.